# Codex Constitutionum

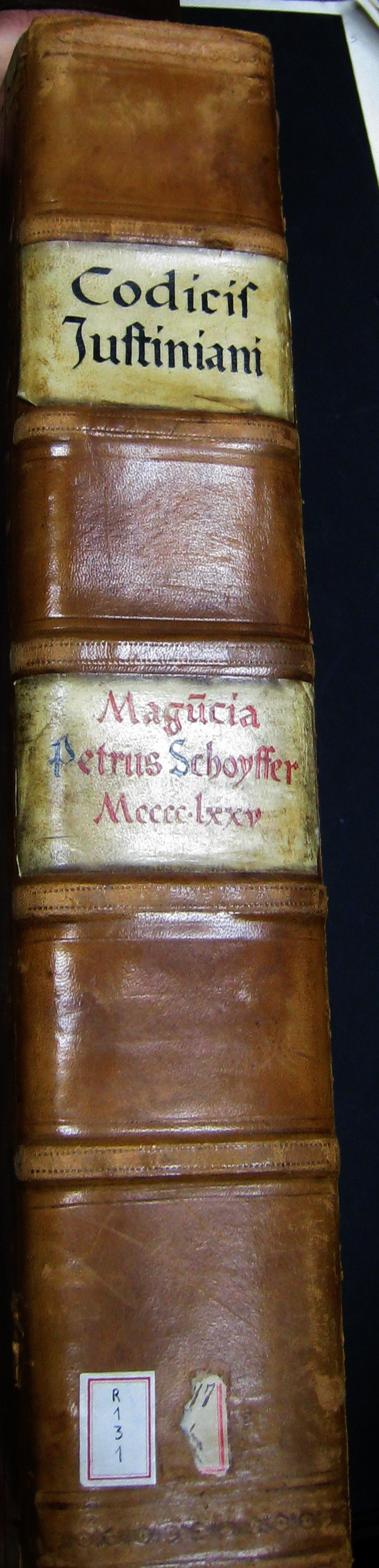
Edició de 1475 del Codi Justinià, editat per Petrus Schoyffer

El Codex Constitutionum fou un codi de lleis establert per l'emperador Justinià I.

## Antecedents
El febrer del 528, poc després que Justinià I es convertís en emperador el 527, va decidir que el sistema legal i l'educació jurídica de l'imperi necessitava reparació i va nomenar una comissió de dotze persones per compilar les lleis imperials en un Corpus Iuris Civilis, presidida per Tribonià i amb paper important per Teòfil de Constantinoble mestre de lleis a Constantinoble. Hi havia tres còdexs de lleis imperials i altres lleis individuals, moltes de les quals entraven en conflicte o estaven desfasades. El Codi Gregorià i el Codi Hermogenià eren compilacions no oficials, mentre que el Codi Teodosià va ser la compilació oficial ordenada per Teodosi II.

## Compilació de lleis
El nou Codi de Justinià havia de reunir els codis eliminant preàmbuls, repeticions, contradiccions i normes obsoletes. La feina va durar 14 mesos i el 16 d'abril del 529 el codi, ja complet, fou declarat llei, quedant com única legal autoritat, però aviat el codi es va haver de revisar per eliminar els conflictes romanents, feina encarregada a Joan de Capadòcia, i el nou codi revisat es va promulgar a Constantinoble el 16 de novembre del 534, i la primera versió del codi fou prohibida. La segona edició (secunda editio, repetita praelectio, Codex repetitae praelectionis) estava dividida en 12 llibres cadascun dividit en títols.

## Corpus Iuris Civilis
La codificació del dret romà i la reformar de l'educació jurídica del Corpus Iuris Civilis en temps de Justinià I es completà amb el Digest, que havia de ser utilitzat per estudiants de dret avançats, i els Institutes, havien de ser un llibre de text per als nous estudiants.